# Kathryn Joosten

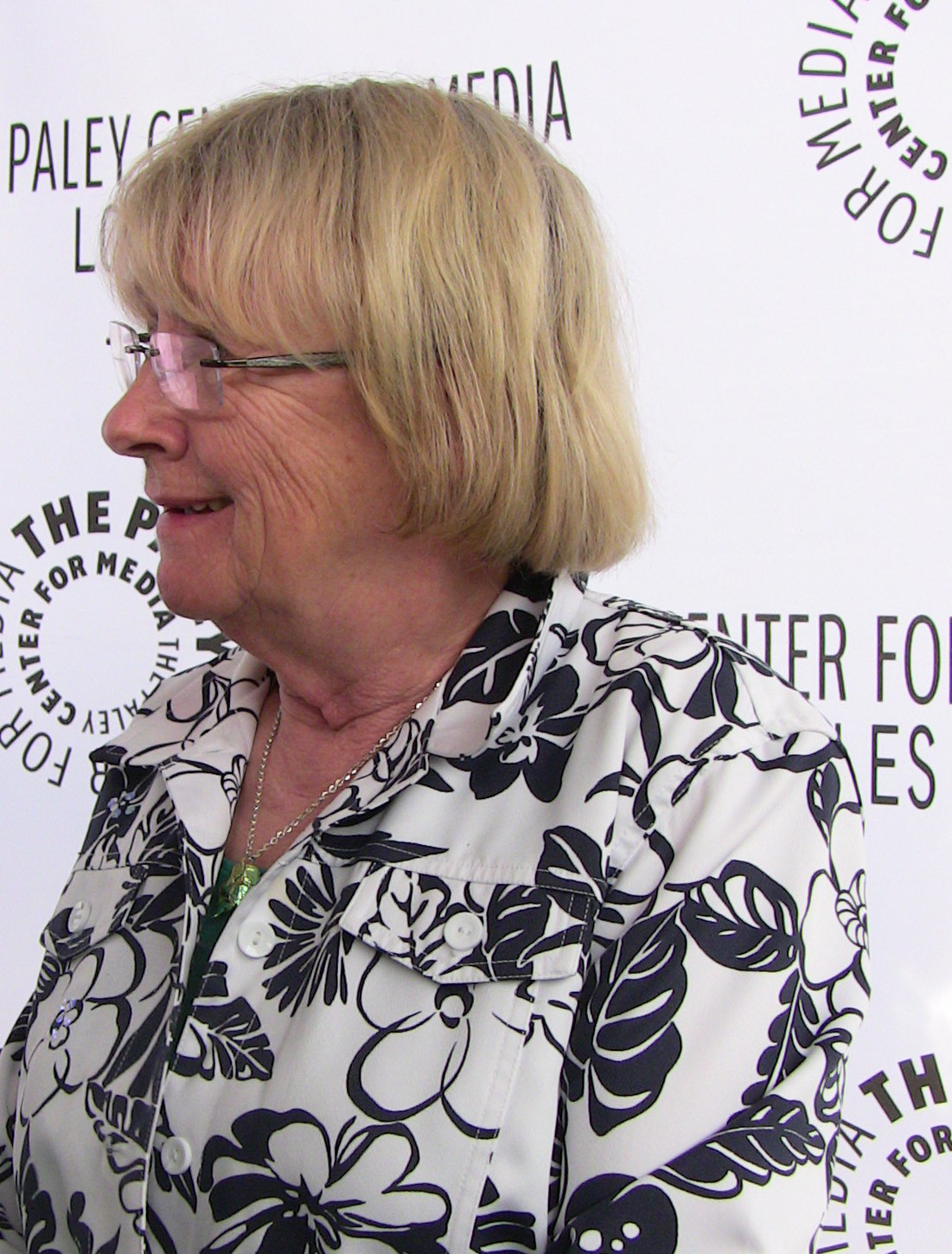
Kathryn Joosten (2009)

Kathryn Joosten (* 20. Dezember 1939 in Eustis, Florida; † 2. Juni 2012 in Westlake Village, Kalifornien als Kathryn Rausch) war eine US-amerikanische Schauspielerin deutsch-niederländischer Herkunft, die hauptsächlich durch die Fernsehserie Desperate Housewives bekannt wurde, die ihr zwei Emmys sowie eine weitere posthume Nominierung einbrachte.

## Leben
Kathryn Joosten wurde als Kathryn Rausch in Chicago, Illinois, als Tochter deutsch-niederländischer Eltern geboren.
Joosten arbeitete zuerst als psychiatrische Krankenschwester am Michael Reese Hospital in Chicago. Während ihrer Arbeit lernte sie ihren späteren Ehemann, einen Psychiater, kennen. Sie zog mit ihm nach Lake Forest (Illinois), wo sie Mutter von zwei Söhnen wurde. Im Jahr 1980 ließ sich Joosten von ihrem alkoholkranken Ehemann scheiden und ging ihrem früheren Berufswunsch Schauspielerin zu werden am Gemeindetheater von Lake Forest nach. Als alleinerziehende Mutter verdiente sie sich ihren Lebensunterhalt mit Gelegenheitsarbeiten (Streich- und Tapezierarbeiten) in ihrer Nachbarschaft sowie als Verkäuferin. Nach Erfolgen am Gemeindetheater wechselte Joosten als Ensemblemitglied zu einem Theater in Chicago. Ende 1995 zog Joosten nach Hollywood. Ohne einen Agenten gelangte sie nach fünf Monaten an eine erste kleine Gastrolle in der Serie Alle unter einem Dach, woraufhin über die Jahre immer größere Rollen im US-amerikanischen Fernsehen folgten.
Joosten wurde durch das NBC-Drama The West Wing als Sekretärin Mrs. Landingham bekannt. Durch zahlreiche Gastauftritte in verschiedenen US-amerikanischen Serien, wie in Gilmore Girls, Scrubs – Die Anfänger, Grey’s Anatomy, Everwood oder Charmed – Zauberhafte Hexen, wurde sie auch in Deutschland immer bekannter. Ihre prominenteste Rolle war die der Karen McCluskey in der Dramaserie Desperate Housewives, die sie ab 2005 bis zum Serienende innehatte. Diese Leistung brachte Joosten zwei Emmys ein und sie erhielt nach ihrem Tod posthum eine weitere Emmy-Nominierung als beste Serien-Gastdarstellerin.
Joosten war 45 Jahre ihres Lebens Raucherin. 2001 wurde bei ihr Lungenkrebs festgestellt. Nachdem zwei Behandlungen 2001 und 2009 zunächst Erfolge gezeigt hatten, breitete sich der Krebs erneut aus; am 2. Juni 2012 starb sie in Westlake Village, Kalifornien an dieser Krankheit. Ihre letzte verkörperte Rolle war die Karen McCluskey in Desperate Housewives, in der sie in der letzten Folge der Serie ebenfalls an Lungenkrebs starb. Joosten war in ihren letzten Jahren entschieden dagegen, Raucher in Film-Produktionen darzustellen und setzte sich auch dafür ein, Warnhinweise zu senden.

## Filmografie (Auswahl)
- 1984: Speedway Trio (Grandview, U.S.A.)
- 1985: Lady Blue
- 1998: Phoenix
- 1999–2002: The West Wing – Im Zentrum der Macht (Fernsehserie, 30 Folgen)
- 2000: Hellraiser V – Inferno
- 2002: Lehi’s Wife
- 2003: Red Roses and Petrol
- 2003: Halfway Decent
- 2005: Im Dutzend billiger 2 – Zwei Väter drehen durch
- 2005: Hostage – Entführt
- 2005: Die Hochzeits-Crasher
- 2005–2012: Desperate Housewives (Fernsehserie)
- 2007: Aufbruch in ein neues Leben (Rails & Ties)
- 2008: Bedtime Stories
- 2009: Alvin und die Chipmunks 2
- 2011: Mega Python vs. Gatoroid
- 2014: Wild Card – Eine Nacht in Las Vegas (Wild Card)

### Gastauftritte
- 1995: Grace (Grace Under Fire), Folge 3.06
- 1997: Frasier, Folge 4.17
- 1998: Die Nanny, Folge 5.20
- 1998–2001: Dharma & Greg, 7 Folgen
- 1999: Hör mal, wer da hämmert (Home Improvement), Folge 8.13
- 1999/2001: Providence, Folgen 1.02 und 4.01
- 2000: Buffy – Im Bann der Dämonen (Buffy the Vampire Slayer), Folge 4.18
- 2001: Ally McBeal, Folge 4.15
- 2001, 2004: Scrubs – Die Anfänger, Folgen 1.04, 4.04 und 8.19
- 2002: So Little Time, Folge 1.21
- 2003–2005: Die himmlische Joan (Joan of Arcadia), 8 Folgen
- 2003: Charmed – Zauberhafte Hexen, Folge 6.06
- 2003: Strong Medicine: Zwei Ärztinnen wie Feuer und Eis, Folge 4.15
- 2003: King of Queens, Folge 6.11
- 2003: Für alle Fälle Amy, Folge 4.14
- 2003: Office Girl (Less than Perfect), Folge 2.06
- 2003–2008: Monk, Folgen 2.07 und 7.07
- 2004: Everwood, Folge 2.18
- 2004: Gilmore Girls, Folge 5.03
- 2005: Grey’s Anatomy, Folge 1.05
- 2005: My Name Is Earl, Folge 1.02
- 2005: Malcolm mittendrin (Malcolm in the Middle), Folge 7.09
- 2006: Hotel Zack & Cody (The Suite Life of Zack and Cody), Folge 2.10
- 2007: The Closer, Folge 3.05
- 2012: The Mentalist, Folge 4.14

## Auszeichnungen
- 2005: Emmy für Desperate Housewives (Beste Gastdarstellerin in einer Dramaserie)
- 2005: Character and Morality in Entertainment Award gemeinsam  mit dem übrigen Stab für Secret Santa
- 2007: Nominierung für den Screen Actors Guild Award als Teil des Schauspielensembles von Desperate Housewives
- 2008: Emmy für Desperate Housewives (Beste Gastdarstellerin in einer Dramaserie)
- 2008: Nominierung für den Screen Actors Guild Award als Teil des Schauspielensembles von Desperate Housewives
- 2010: Emmy-Nominierung für Desperate Housewives (Beste Gastdarstellerin in einer Dramaserie)
- 2012: Emmy-Nominierung für Desperate Housewives (Beste Nebendarstellerin in einer Dramaserie)